# Lucky International Open
O Lucky International Open foi um torneio de golfe que integrava o calendário oficial do PGA Tour, disputado na década de 1960 no Harding Park Golf Club, em São Francisco.

## Campeões
San Francisco Open Invitational
- 1969 Steve Spray – $20 000[1][2]

Lucky International Open
- 1968 Billy Casper – $20 000[3]
- 1967 Não houve torneio
- 1966 Ken Venturi – $8 500[4][5]
- 1965 George Archer – $8 500
- 1964 Chi-Chi Rodríguez – $7 500[6]
- 1963 Jack Burke Jr. – $9 000
- 1962 Gene Littler – $9 000
- 1961 Gary Player – $9 000